# Un soir (nouvelle)
Un soir est une nouvelle de Guy de Maupassant, parue en 1889.

## Historique
Un soir est une nouvelle de Guy de Maupassant initialement publiée dans L'Illustration du 19 janvier 1889, puis dans le recueil  La Main gauche en 1889.

## Résumé
Débarquant sur le port de Bougie, le narrateur rencontre Trémoulin, un ancien compagnon d'études, qui l'invite chez lui. Dans la soirée, ils vont à la pêche au flambeau...

## Éditions
- 1889 -  Un soir, dans L'Illustration
- 1889 -  Un soir, dans La Vie populaire du 6 et 10 octobre 1889
- 1889 -  Un soir, dans La Main gauche recueil paru en 1889 chez l'éditeur Paul Ollendorff, p. 169–214 [lire sur wikisource]
- 1979 -  Un soir, dans Maupassant, Contes et nouvelles, tome II, texte établi et annoté par Louis Forestier, Bibliothèque de la Pléiade, éditions Gallimard.